# Taureaux de Costitx
Les taureaux de Costitx sont trois statues de bronze trouvées dans le sanctuaire de Son Corró à Costitx, sur l'île de Majorque dans l'archipel des Baléares en Espagne.

## Histoire
Les artefacts sont découverts fortuitement en mai 1895 lors de travaux agricoles. Leur découverte entraîne la fouille du site par les archéologues Bartomeu Ferrà Perelló et Gabriel Llabrès Quintana qui mettent au jour le sanctuaire de Son Corró. Selon la loi de l'époque, les découvertes appartiennent à Joan Vallespir Serra, le propriétaire de la finca où les têtes de taureau ont été découvertes. Vallespir estime la valeur des objets à 3500 pesetas. Ferrà et Llabrés tentent d'acquérir les trouvailles pour le gouvernement provincial de Majorque. Le prix demandé étant trop élevé, les deux archéologues négocient l'acquisition pour l'État espagnol afin d'empêcher la vente des objets à l'étranger. Le 30 novembre 1895, les statues rejoignent les collections du musée archéologique national de Madrid. Le retour des œuvres a été demandé à plusieurs reprises par les autorités locales. Une motion a été déposée en ce sens en 2008 par le sénateur Pere Sampol.

## Caractéristiques
L'ensemble est composé de deux têtes de taureaux et d'une génisse. Les têtes étaient peut-être à l'origine accrochées sur les blocs de pierre de forme cylindrique qui furent découverts dans le sanctuaire et qui pourraient avoir été utilisé comme bétyles.
Les têtes de bovins ont été réalisées selon la technique de la cire perdue, les oreilles et les cornes séparément du reste puis assemblées avec des rivets. Les détails ont été réalisées à froid au burin et de la pâte de verre est utilisée pour les yeux. Il s'agit peut-être de représentations de divinités.
L'origine des têtes de taureaux demeure inconnue, mais il pourrait s'agir de trophées de guerre rapportés à Majorque pour être exposés dans le sanctuaire. Selon une autre théorie, elles pourraient avoir servi de figures de proue sur des navires.